# Hellblade: Senua's Sacrifice
Hellblade: Senua's Sacrifice es un videojuego de acción-aventura y terror psicológico, desarrollado y publicado en 2017 por Ninja Theory. Descrito por los creadores como un "juego triple A independiente", fue desarrollado por un equipo de aproximadamente veinte personas, con escritos adicionales de la Dra. Elizabeth Ashman Rowe, profesora universitaria especializada en cultura escandinava. El videojuego fue lanzado de forma independiente para las plataformas PlayStation 4 y Microsoft Windows en agosto de 2017, para la consola Xbox One en abril de 2018, y en abril de 2019 para Nintendo Switch.

## Historia
Inspirado por la mitología nórdica y la cultura celta, Hellblade sigue a Senua (interpretada por la actriz Melina Juergens), una guerrera picta que debe llegar a Helheim derrotando a entidades de otro mundo y enfrentando sus desafíos, para rescatar el alma de su amante muerto de la diosa Hela. Paralelamente, el juego actúa como una metáfora de la lucha del personaje con la psicosis, ya que Senua, quien padece la afección pero cree que es una maldición, es perseguida por una entidad conocida como "La Oscuridad", voces en su cabeza conocidas como "Furias" y recuerdos de su pasado. Para representar correctamente la psicosis, los desarrolladores trabajaron en estrecha colaboración con neurocientíficos, especialistas en salud mental, organizaciones sin fines de lucro y personas que padecen esta afección.

## Jugabilidad
Fuera de sus escenas largas y destacadas, Hellblade: Senua's Sacrifice se divide en dos tipos de jugabilidad: la primera le permite a Senua caminar libremente e interactuar con su entorno. Esas partes se centran ya sea en la historia a través de la voz en off, como Senua viaja de un lugar a otro se requerirá la resolución de un rompecabezas o desafío de algún tipo para seguir avanzando. Ella puede utilizar una capacidad conocida como "foco", en referencia a su tendencia a ver las cosas de manera diferente a las otras personas debido a su condición, para desencadenar eventos relacionados con rompecabezas. Si usa su enfoque en los tótems ocultos durante el juego, desencadena un recuerdo a través de la voz en off de su amigo Druth contándole las historias de los hombres del norte; activar los cuarenta y cuatro de ellos desencadena una escena de bonificación poco antes del clímax del juego, que se extiende en la historia de fondo de Druth. Varias áreas presentan sus propios mecanismos o ensayos exclusivos, como llegar a una zona segura en el tiempo antes de que muera Senua, o utilizar la capacidad de enfoque para modificar la estructura de su entorno.
Además, Hellblade presenta peleas, en las que Senua debe vencer a uno o varios seres que bloquean su progresión, incluidos los jefes ocasionales. Durante esas peleas, Senua saca su espada y se vuelve hacia uno de sus enemigos, en el que la cámara se enfoca automáticamente; puede usar dos tipos de ataques, rápidos o pesados, para expulsar a un enemigo y evitar que bloquee sus ataques, lo detenga o lo esquive. También puede cargar al oponente en el que se está centrando actualmente, para acercarse o atacar directamente o patearlo. Si esquiva y / o esquiva eficientemente, puede utilizar su habilidad de enfoque en la batalla para moverse más rápido que sus enemigos o disipar las sombras de las que están hechas (lo que los hace impermeables a los golpes). Una vez que obtiene Gramr, Senua puede cargar sus ataques pesados para daño adicional y parar más eficientemente, los cuales pueden permitirle usar su habilidad de enfoque. Si Senua sufre un golpe fuerte, o varios golpes seguidos, cae al suelo, y el jugador debe presionar el botón correspondiente repetidamente tan rápido como sea posible antes de que un enemigo le dé un golpe fatal; si ella no se levanta a tiempo, ella muere. Cuanto más cerca está de la muerte, más difícil es para ella volver a levantarse; ella también puede morir de un golpe regular, si ya estaba muy cerca de la muerte.

## Recepción

### Crítica
Hellblade: Senua's Sacrifice recibió críticas muy positivas de parte de los críticos; las versiones para PC y PS4 actualmente tienen puntajes respectivos de 83 y 81 de 100 en Metacritic, lo que indica "revisiones generalmente favorables"; no hay revisión negativa para la versión de PC. Su elección de representar y girar en torno a la psicosis fue aplaudida como una opción única e interesante, como lo fue la ejecución de esos temas, y la idea de combinar su enfoque con la mitología nórdica y el viaje lleno de dolor de un Senua. La actuación de Juergens, y el sonido del juego, la dirección artística, la atmósfera tensa y el bajo precio, también fueron elogiados; la calidad de su valor de producción y gráficos se destacó como superior a lo que los juegos independientes suelen ofrecer. Los combates y acertijos se recibieron positivamente, aunque varios críticos se quejaron de que el combate era demasiado repetitivo y simplista, la falta de variedad en los enemigos y que los rompecabezas eran redundantes.
Brandin Tyrrel de IGN calificó el juego 9 de 10 y dio una crítica muy entusiasta, elogiando la historia, el sonido, la dirección de arte, la actuación de voz, la música y la presentación innovadora, y afirmando que "se desarrolla como un hermoso, oscuro, novela visual tensa, colocando la excelente y cruda actuación humana de su personaje principal en el centro de su viaje a la tierra de los Hombres del Norte. Su historia es de confusión, tristeza, miedo y pérdida, y está marcada por momentos de belleza, y la fuerza que me ha dejado una impresión duradera ". Añadió: "Tan impresionante como es la historia de Hellblade, el diseño inteligente de Ninja Theory refuerza la naturaleza sensorial del cuento desgarrador a través de la mecánica sutil e intuitiva Su uso increíblemente inteligente de distorsión y trucos audiovisuales para transmitir los efectos aterradores de la psicosis, alucinaciones, y delirio, están casados con los elementos del juego para una experiencia que rara vez se enfrenta a si es un juego o una historia ".
Aplaudiendo el personaje de Senua y la escritura del juego, Mollie L Patterson de Electronic Gaming Monthly declaró: "Quería proteger a Senua, sacarla de este mundo y encontrar un lugar donde pudiera existir y, con suerte, encontrar la paz. Sin embargo, a lo largo del juego, vemos que es una mujer joven de inmensa fuerza y coraje, y la profundidad a la que el equipo de desarrollo la llena para convertirse en un personaje lleno de personalidad y riqueza. Esos fragmentos extraños de narración y exposición valieron la pena el tiempo que pasé encontrándolos, porque aprender más sobre Senua y su mundo era algo que anhelaba, y espero que muchos de ustedes sientan lo mismo. La vi débil, al final, me deleité con su implacable determinación mientras cortaba enemigos tras enemigos".

### Ventas
Hellblade: Senua's Sacrifice consiguió vender 500 mil unidades en sus tres primeros meses de vida en el mercado. Esta cifra para el estudio fue magnífica, ya que su idea original era que el juego alcanzase ese número de copias a los 6 meses de estar en el mercado. Este dato denotaba la gran acogida que había recibido el nuevo juego de Ninja Theory entre los jugadores de PlayStation 4 y PC. A su vez, el juego consiguió vender 50 mil copias en su primera semana en las consolas Xbox One.